# Ilda Figueiredo
Ilda Figueiredo este un om politic portughez, membru al Parlamentului European în perioada 1999-2004 din partea Portugaliei.
1. ↑  Adunarea Republicii
2. ↑  Deputații în Parlamentul European